# ディズニー・ファンタジー (客船)
ディズニー・ファンタジー（Disney Fantasy）は、ディズニー・クルーズ・ラインが運営しているクルーズ客船である。

## 概要
ディズニー・ドリーム級であり、2012年に完成したクルーザーであり、姉妹客船として「ディズニー・ドリーム」が運航している。
アメリカのウォルト・ディズニー・カンパニーが所有しており、カリブ海にあるプライベートアイランドに「キャスタウェイ・ケイ」も案内される。

## 同型船
- ディズニー・ドリーム